# Diòcesi de Tigimma
La diòcesi de Tigimma (en llatí: Dioecesis Tigimmensis) és una seu suprimida i actualment seu titular de l'Església catòlica.

## Història
Tigimma, força identificable amb Souk-El-Djemma, Djemâa a l'actual Tunísia, és una antiga seu episcopal de la província romana de l'Àfrica Proconsular, sufragània de l'arxidiòcesi de Cartago.
Són tres els bisbes documentats de Tigimma. En la conferència de Cartago de 411, que va veure reunits els bisbes catòlics i donatistes a l'Àfrica romana, hi va prendre part el catòlic Rogacià i el donatista Victorià. Nabigi va intervenir al Concili Cartaginès Antimonotelita de 646.
Tigimma sobreviu avui com seu bisbal titular; el bisbe titular actual és Stanislaw Dowlaszewicz Billman, bisbe auxiliar de Santa Cruz de la Sierra.

## Cronologia dels bisbes
- Rogacià † (mencionat el 411)
  - Victorià † (mencionat el 411) (bisbe donatista)
- Nabigi † (mencionat el 646)

## Cronologia de bisbes titulars
- Miguel Roca Cabanellas † (20 de juliol de 1966 - 22 d'abril de 1969 succeït com a bisbe de Cartagena)
- Luciano Storero † (22 de novembre de 1969 - 1 d'octubre de 2000)
- Stanislaw Dowlaszewicz Billman, O.F.M.Conv., des del 21 de desembre de 2000